# Kampfspiel

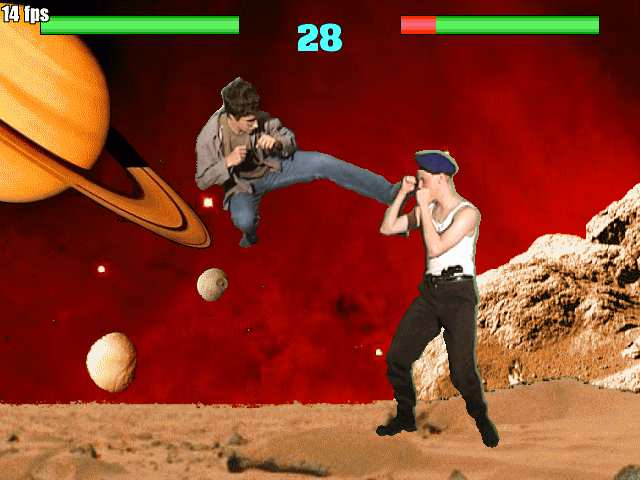
Bildschirmfoto von OpenMortal, einem freien Kampfspiel. Oben sind die Lebensbalken und die verbleibende Kampfzeit zu sehen.

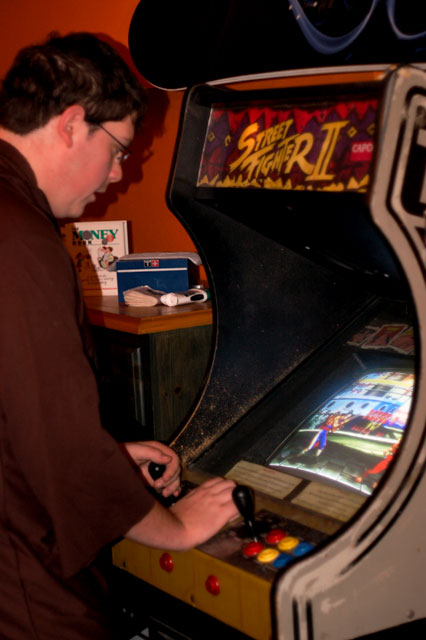
Street Fighter II (Arcade-Version)

Das Kampfspiel (englisch Fighting Game, im deutschen umgangssprachlich oft als Prügelspiel bezeichnet) ist ein Subgenre des Actionspiels. Obwohl der Begriff sehr verallgemeinernd erscheint, bezeichnet er doch ein sehr spezifisches Genre von Computerspielen. Zentrales Spielelement sind meist zwei ebenbürtige Kämpfer, die sich in einem klar abgesteckten Areal (etwa einer Arena) gegenüberstehen. Gewinner ist, wer den Kontrahenten (oft über mehrere Runden) zuerst besiegt.
Die Möglichkeiten dazu können auch über einfache Nahkampfangriffe hinausgehen, etwa in Form von Waffeneinsatz, der Einbeziehung des Kampfplatzes bis hin zu, je nach Titel teils auch übernatürlichen, Spezialfähigkeiten. Bekannte Vertreter des Kampfspiel-Genres sind etwa die Reihen Street Fighter, Mortal Kombat, Tekken und Super Smash Bros.
Fast ausschließlich im deutschsprachigen Raum wird oft fälschlicherweise der Begriff Beat ’em up für Kampfspiele verwendet. Dabei handelt es sich allerdings um ein eigenständiges Genre, auch wenn es Überschneidungen gibt.

## Geschichte
Als der wohl größte Vorreiter für das Genre der Kampfspiele gilt das Schwertkampf-Arcade-Spiel Warrior aus dem Jahr 1979 in Vektorgrafik und ausgelegt für zwei Spieler, allerdings noch aus der Draufsicht dargestellt. Das weniger bekannte Apple-II-Spiel Swashbuckler von 1982 stellte dann bereits die typische 2D-Seitenperspektive dar, ist allerdings dem Genre der Beat ’em ups zuzuordnen und konnte nur von einem Spieler gespielt werden. Im September 1984 folgte das Arcade-Spiel Karate Champ, welches unter anderem wegen der Side-Scrolling-Technik als erstes Kampfspiel nach heutiger Definition gilt und nachträglich unter anderem auch für das Nintendo Entertainment System und den Commodore 64 portiert wurde.
Unter anderem Karate Champ war es auch, zusammen mit Konamis Yie Ar Kung-Fu, welches Entwickler Capcom maßgeblich für das 1987 veröffentlichte Street Fighter als Inspiration diente und welches das Genre zwar endgültig etablierte, der richtige Durchbruch gelang aber erst mit der Fortsetzung Street Fighter II im Jahr 1991. Aufgrund des großen Erfolgs des Spiels versuchten zahlreiche Entwicklerstudios weltweit das Konzept zu übernehmen und eigene Titel zu veröffentlichen. Gemessen am Erfolg ist dies ein Jahr später vor allem dem US-amerikanischen Studio Midway Games mit Mortal Kombat gelungen. Im Herbst 1993 erschien schließlich Segas Virtua Fighter, das als erstes Arcade-Kampfspiel gilt, welches vollständig in 3D-Polygon-Grafik umgesetzt wurde. Seitdem unterscheidet man teils auch zwischen „2D-Kampfspielen“ und „3D-Kampfspielen“, wobei die Spielmechanik jedoch weitestgehend identisch ist.

## Spielmechanik
Im Genre steht der sportliche Wettkampf zwischen den Spielfiguren im Vordergrund. Handlungstechnisch sind die meisten Vertreter oft sehr einfach gehalten: Hintergrund ist gerne eine Form von Turnier, das der Spieler gewinnen muss. Üblicherweise stehen ihm mehrere Spielfiguren zur Auswahl, die alle in der Regel über individuelle Fähigkeiten verfügen. Hat man seine Wahl getroffen, muss man alle anderen Teilnehmer des Wettkampfes nacheinander bezwingen. Um das Ziel zu erreichen, stehen dem Spieler neben einfachen Schlagtechniken (Hoher Schlag, Tiefer Schlag, Hoher Tritt, Tiefer Tritt in Kombination mit Ducken und Springen sowie Abwehr) meist sogenannte Special- und Combo-Moves zur Verfügung, mit denen spezielle Schlagkombinationen (die sich aus den Grundtechniken zusammensetzen) und Fähigkeiten (z. B. ein besonderer Waffeneinsatz oder auch übernatürliche Fähigkeiten wie Feuerbälle, Teleport etc.) der Figur aktiviert werden können. Diese Kombinationen erfordern meist ein gewisses Maß an Geschick und müssen teils erst entdeckt werden (siehe auch Button mashing). Den Feuerball in der Serie Street Fighter führt man z. B. aus, indem man eine Vierteldrehung des Steuerkreuzes in Richtung des Gegners ausführt und sofort danach den Schlag-Button drückt.
Die Konfrontation mit einem Gegner findet für gewöhnlich über mehrere Runden statt. Beide Kontrahenten verfügen über eine Hitpoint-Leiste. Verloren hat, wer zuerst k. O. geht oder nach Ablauf einer vorgegebenen Zeitspanne weniger Lebensenergie übrig hat. In der Regel werden mindestens zwei Runden gekämpft, drei, wenn nach der zweiten ein Unentschieden steht. Moderne Kampfspiele lassen den Spieler allerdings in der Regel zahlreiche Veränderungen an diesen Kampfregeln vornehmen. Gekämpft wird in verschiedenen Arenen, die oft ebenfalls Auswirkungen auf den Kampfverlauf haben können – in einer Löwengrube taucht zum Beispiel ab und zu ein Löwe auf und raubt einem unvorsichtigen Kämpfer Lebensenergie.
Kampfspiele verfügen oft über Spielmodi für zwei Spieler, die gegeneinander kämpfen; da spielbedingt meist beide Figuren auf dem Bildschirm sind, kann das Spiel üblicherweise auch an einem einzigen Gerät und ohne Split Screen gespielt werden. Im Laufe der Zeit haben verschiedene Entwickler zudem immer wieder neue Spielmodi für ihre Titel entworfen, so etwa auch 2v2-Matches, in denen jeweils zwei Spielfiguren gegeneinander antreten (vergleichbar mit den Tag Teams im Wrestling) oder „Herausforderungstürme“, bei denen eine Reihe von Kämpfen hintereinander absolviert werden muss, bei jedem aber andere Rahmenbedingungen gelten.

## Bekannte Kampfspiele
Im Laufe der Jahre erschien eine Vielzahl an Kampfspielen, vor allem (aber nicht ausschließlich) aus Japan und den USA. Die erfolgreichsten Titel sind oft Bestandteil langlebiger Reihen mit teils Dutzenden von Veröffentlichungen. Teilweise existiert eine Überschneidung mit dem Bereich der Sportsimulationen wie etwa bei der WWE 2K-Reihe, den UFC-Undisputed-Spielen oder Fight Night Round.
- Street Fighter
- Mortal Kombat
- Art of Fighting
- Yie Ar Kung-Fu
- Soul Calibur
- Tekken
- Dead or Alive
- Fatal Fury
- Injustice
- The Last Blade
- One Must Fall
- Dark Rift
- Fighter’s Destiny
- Garou: Mark of the Wolves
- International Karate
- Guilty Gear
- Virtua Fighter
- Power Rangers: Legacy Wars
- Samurai Shodown
- Karate Champ
- Super Smash Bros.
- Rise of the Robots
- The King of Fighters
- BlazBlue
- Killer Instinct
- WWE 2K
- Jump Force

## Abgrenzung zum Beat ’em up
Überwiegend im deutschsprachigen Raum (aber nicht exklusiv) werden Spiele des Kampfspiel-Genres sehr oft fälschlicherweise als Beat ’em ups bezeichnet, sowohl von Spielern als auch Spielemagazinen. Beim Beat ’em up handelt es sich allerdings um ein eigenständiges Genre, auch wenn es diverse Überschneidungen bei Spielmechanik und Entstehungsgeschichte gibt. Der Ursprung dieses weit verbreiteten Irrtums kann heute kaum noch ermittelt werden. Der wesentlichste Unterschied besteht darin, dass sich in einem Kampfspiel in der Regel zwei ebenbürtige Gegner in einer Arena oder ähnlichem gegenüberstehen, wohingegen in einem Beat ’em up meist innerhalb von Levelstrukturen der oder die Spieler mit mehreren, meist schwächeren Gegnern in Nahkampfhandlungen verwickelt werden. Beispiele für bekannte Beat ’em ups sind etwa die Double-Dragon- und Final-Fight-Reihe oder auch Fighting Force. Oft wird dabei, gerade bei älteren Genre-Vertretern, auf flexibles Side-Scrolling gesetzt. Die Überschneidung mit dem Genre der Action-Adventures ist allerdings fließend, demgegenüber ist die Definition des Kampfspiels wesentlich enger und eindeutiger.